# Steppenschleier-Strandflieder
Der Steppenschleier-Strandflieder (Limonium gmelinii) ist eine Pflanzenart aus der Gattung der Strandflieder (Limonium) in der Familie der Bleiwurzgewächse (Plumbaginaceae).

## Merkmale
Der Steppenschleier-Strandflieder ist eine ausdauernde, krautige Pflanze, die Wuchshöhen von 20 bis 60 Zentimeter erreicht. Die Blätter messen 7 bis 11 (30) × 2 bis 3 (6) Zentimeter. Die Ähren haben eine Länge von 0,6 bis 1 Zentimeter. Sie sind meist ein-, selten zweiblütig. Die Krone ist 5 bis 5,5 Millimeter lang und bläulich bis rötlich gefärbt. Der Kelch ist 3 bis 4,5 Millimeter lang. Die Kelchzipfel sind stumpf.
Die Blütezeit reicht von Juli bis August.

## Vorkommen
Der Steppenschleier-Strandflieder kommt in Südost-Europa, dem östlichen Mittel-Europa, West- und Ost-Sibirien, Zentral-Asien, der Mongolei und dem Himalaja an Küsten, in Steppen, auf Salzton- und Sandböden vor.

## Nutzung
Der Steppenschleier-Strandflieder wird zerstreut als Zierpflanze für Naturgärten und Staudenbeete sowie als Schnittblume genutzt. Die Art ist seit spätestens 1791 in Kultur.